# Roland Fischnaller
Roland Fischnaller (Bresanona, 19 de septiembre de 1980) es un deportista italiano que compite en snowboard, especialista en las pruebas de eslalon paralelo.
Ganó siete medallas en el Campeonato Mundial de Snowboard entre los años 2011 y 2025.
Participó en seis Juegos Olímpicos de Invierno, entre los años 2002 y 2022, ocupando el octavo lugar en Sochi 2014 (eslalon paralelo), el séptimo lugar en Pyeongchang 2018 (eslalon gigante paralelo) y el cuarto en Pekín 2022 (eslalon gigante paralelo).

## Medallero internacional
| Campeonato Mundial | Campeonato Mundial              | Campeonato Mundial | Campeonato Mundial       |
| Año                | Lugar                           | Medalla            | Prueba                   |
| ------------------ | ------------------------------- | ------------------ | ------------------------ |
| 2011               | La Molina (España)              | Medalla de bronce  | Eslalon gigante paralelo |
| 2013               | Stoneham-et-Tewkesbury (Canadá) | Medalla de plata   | Eslalon gigante paralelo |
| 2013               | Stoneham-et-Tewkesbury (Canadá) | Medalla de bronce  | Eslalon paralelo         |
| 2015               | Kreischberg (Austria)           | Medalla de oro     | Eslalon paralelo         |
| 2019               | Park City (Estados Unidos)      | Medalla de plata   | Eslalon paralelo         |
| 2021               | Rogla (Eslovenia)               | Medalla de plata   | Eslalon gigante paralelo |
| 2025               | Engadina (Suiza)                | Medalla de oro     | Eslalon gigante paralelo |